# Museo del Proyecto Arado
Museo del Proyecto Arado es el nombre de un museo de guerra y aventuras en el área de la ciudad de Kamienna Góral, Baja Silesia, Polonia.
Un extenso complejo de edificios subterráneos se erigió aquí durante la Segunda Guerra Mundial, que ahora se conoce como «el laboratorio perdido de Hitler» (en polaco: Zaginione Laboratorium Hitlera).

## Historia
El Museo Proyecto Arado es ahora un complejo de edificios de acceso público en Polonia, en el que se integran diferentes instalaciones subterráneas de la época de la Segunda Guerra Mundial. El concepto del recorrido de aventuras es transmitir a la audiencia la idea de que pueden explorar los «secretos alemanes» escondidos aquí como parte de una «misión demencial».
Las salas subterráneas datan de la Segunda Guerra Mundial y se construyeron aquí, en lo que entonces era el Gran Reich alemán, con el fin de producir piezas para «armas de represalia» como «V1» y «V2». Entre otras cosas, se instaló aquí un sitio de producción «a prueba de bombas» para  compañía constructora la compañía fabricantes de aviones Arado Flugzeugwerke, donde se fabricó el primer bombardero Arado Ar 234 con propulsión a chorro del mundo.

En ese momento, la región alrededor de Landeshut en Silesia era uno de los centros de la industria de la aviación alemana. Con el uso de mano de obra esclava, se construyó la fábrica subterránea y las salas de almacenamiento, a fin de poder continuar la producción de armamento aquí, a resguardo de los ataques aliados.

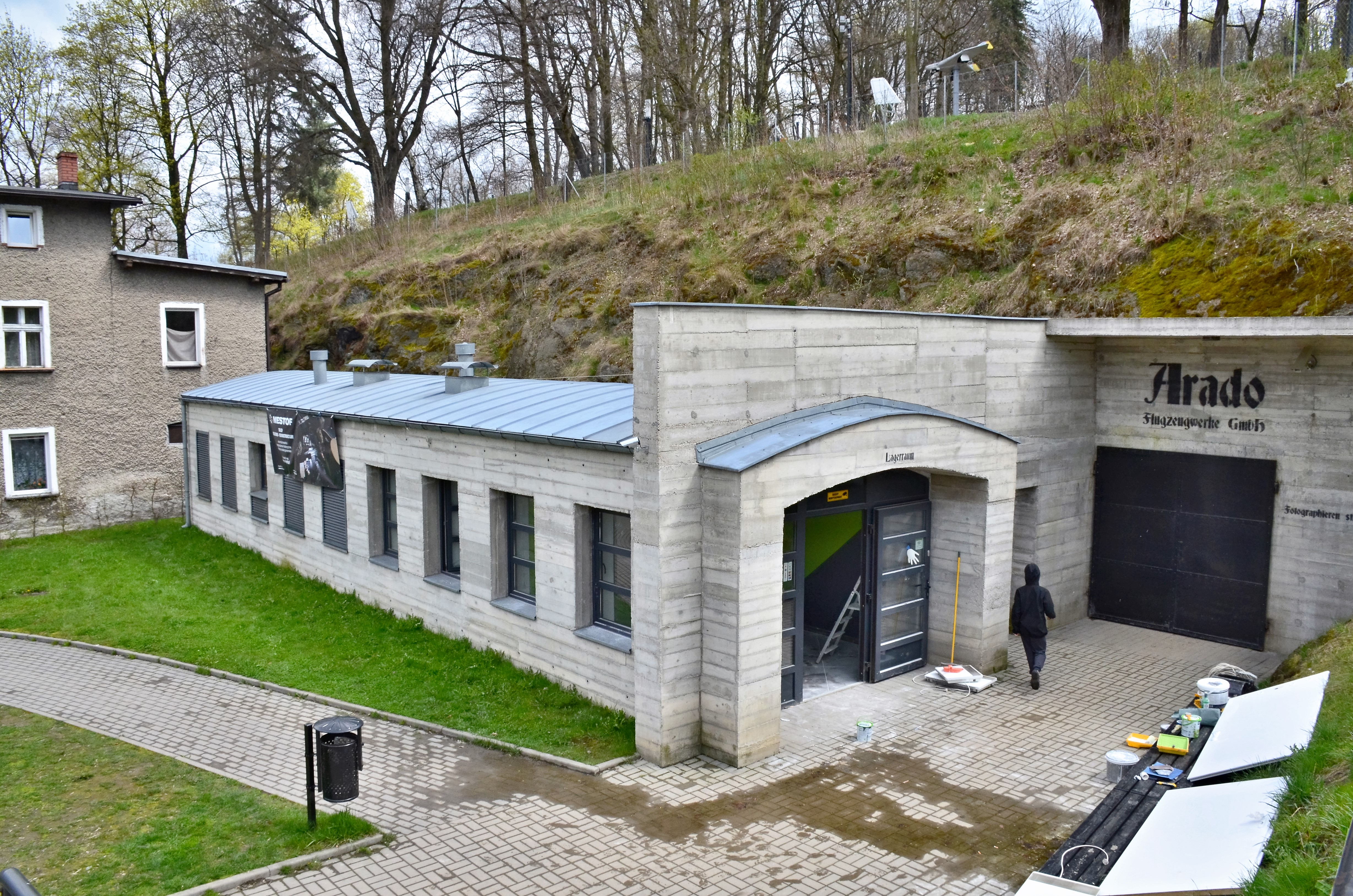
Ingreso a la fábrica subterránea
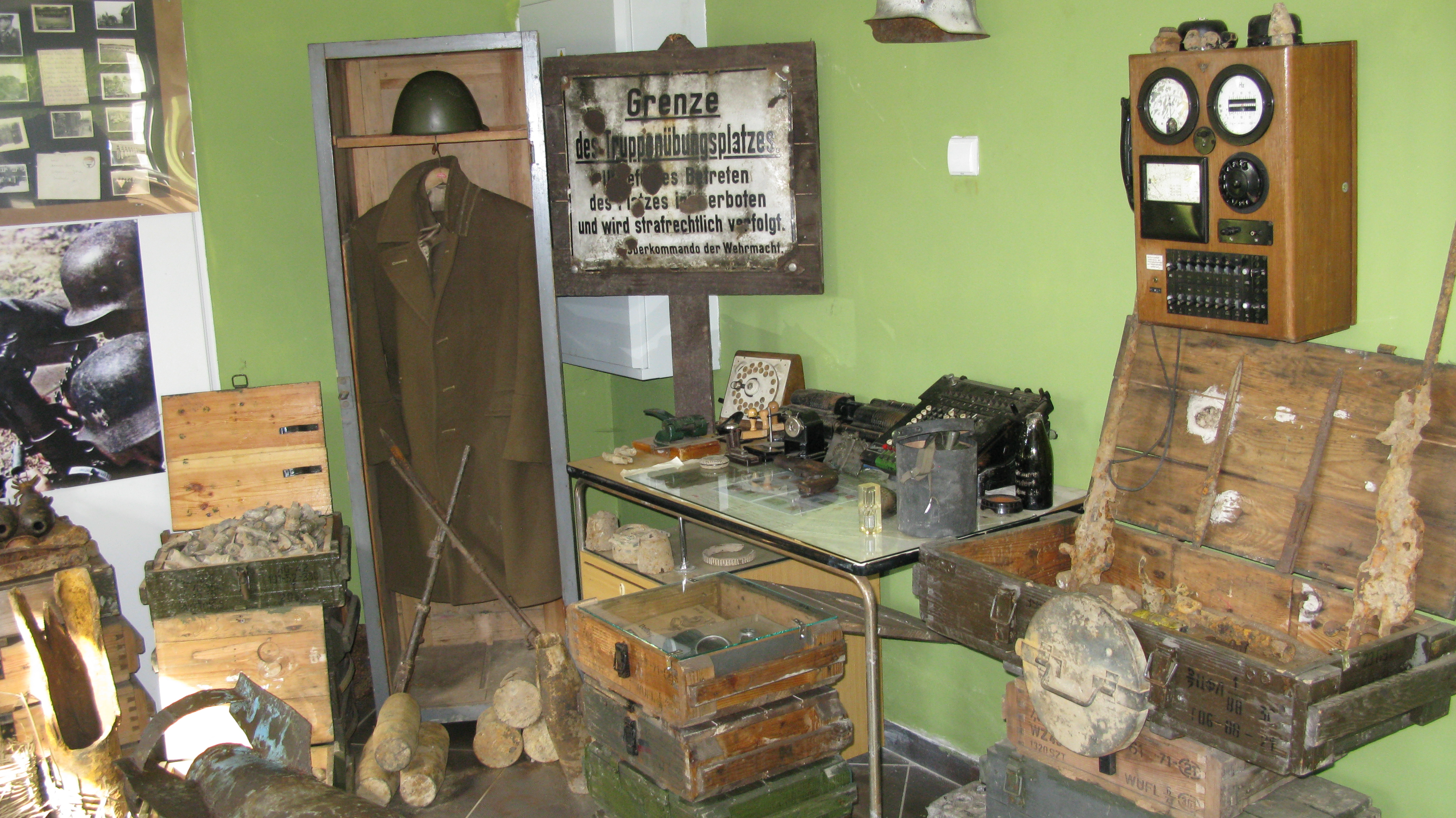
Equipos de comunicaciones
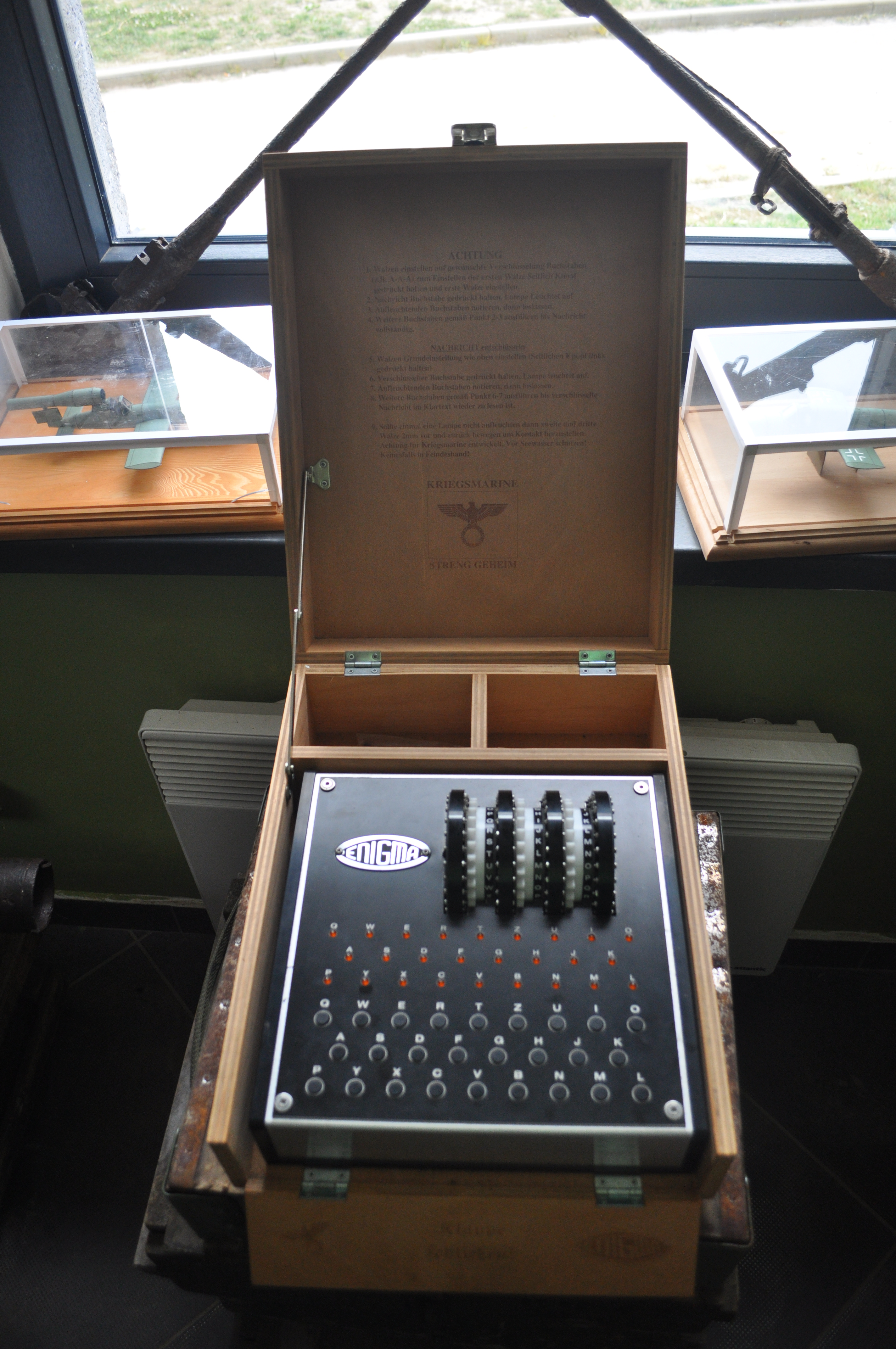
Réplica de una máquina Enigma
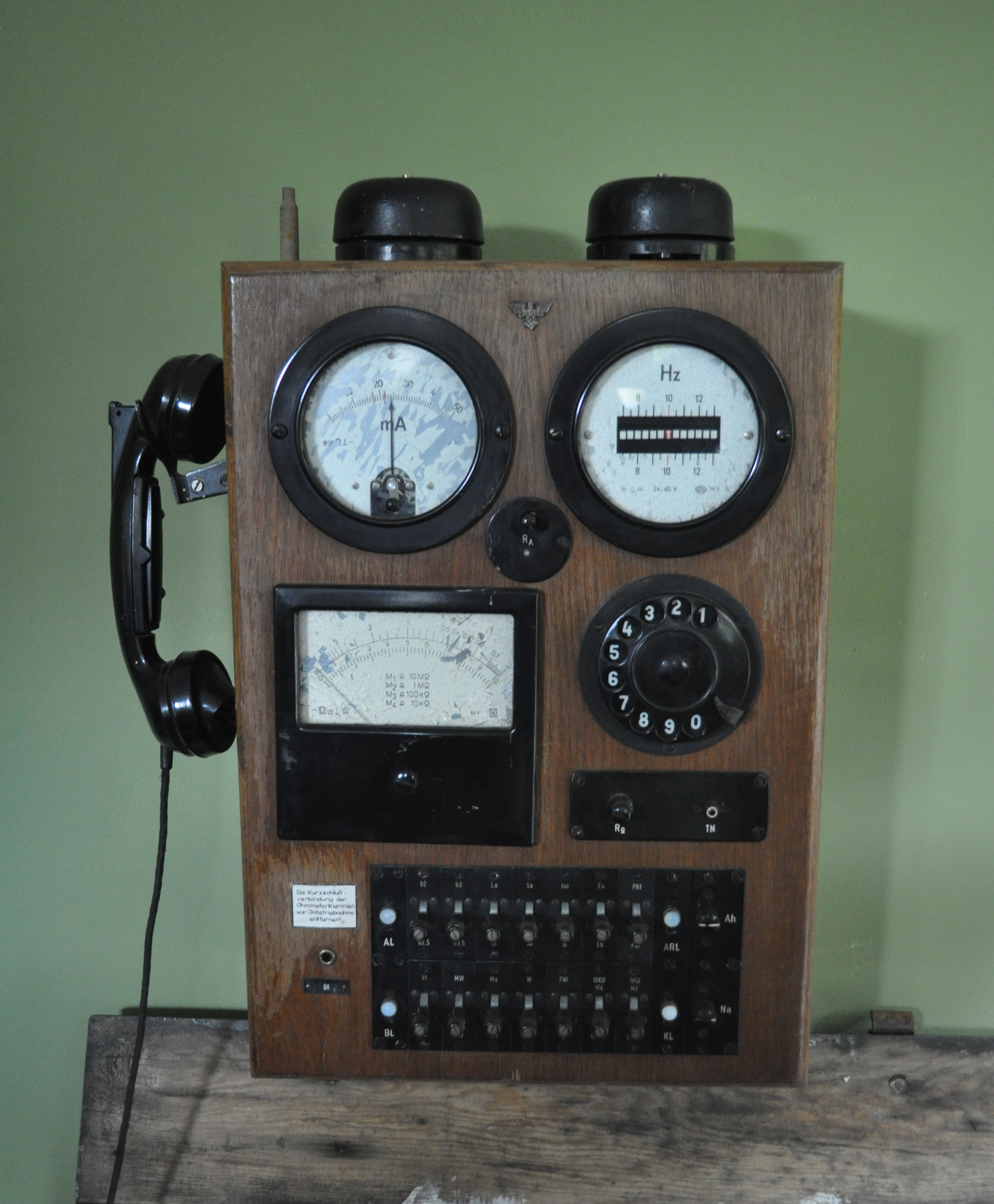
Teléfono original